# ヌルミヤルヴィ
ヌルミヤルヴィ（Nurmijärvi [ˈnurmiˌjærʋi]）はフィンランド、ウーシマー県の自治体。ヘルシンキ郡に属し、首都ヘルシンキの北約37kmの所にある農村である。ヘルシンキに近いことから近年人口が増加している。

## ヌルミヤルヴィ出身の人物
- ティモ・トルキ - ヘヴィメタルミュージシャン(ギタリスト)。ストラトヴァリウスやレヴォリューション・ルネッサンス、シンフォニアで活動。
- アレクシス・キヴィ - 作家。「フィンランド国民文学の父」と称される。
- アンティ・ヨキネン - 映画監督、俳優。

## 友好都市
- Lilla Edet
- Rapla